# Cesare Tassetto
Cesare Tassetto (Dolo, 27 febbraio 1920 – Padova, 21 novembre 2016) è stato un carabiniere italiano, reduce della seconda guerra mondiale.

## Biografia
Cesare Tassetto nacque a Dolo, Venezia. Classe 1920, venne chiamato al servizio di leva al distretto di Trieste e il 20 aprile 1939 fu lasciato in congedo illimitato. Il 17 marzo 1940 fu chiamato alle armi ed il 13 marzo 1943 si arruolò nel Corpo dei Carabinieri Reali: fu trasferito alla Legione Allievi CC. RR di Roma, dipendente dalla 2ª Divisione "Podgora".
Nel 1941 prese parte alle operazioni di guerra del Regio Esercito svoltesi alla frontiera Italo-Jugoslava, dal 1942 al 1943 a quelle svoltesi nello scacchiere mediterraneo per la difesa della fascia di copertura costiera, con il 398º Battaglione del 130º Reggimento fanteria Costiero mobilitato e a quelle svoltesi, sempre nel 1943 in Balcania.

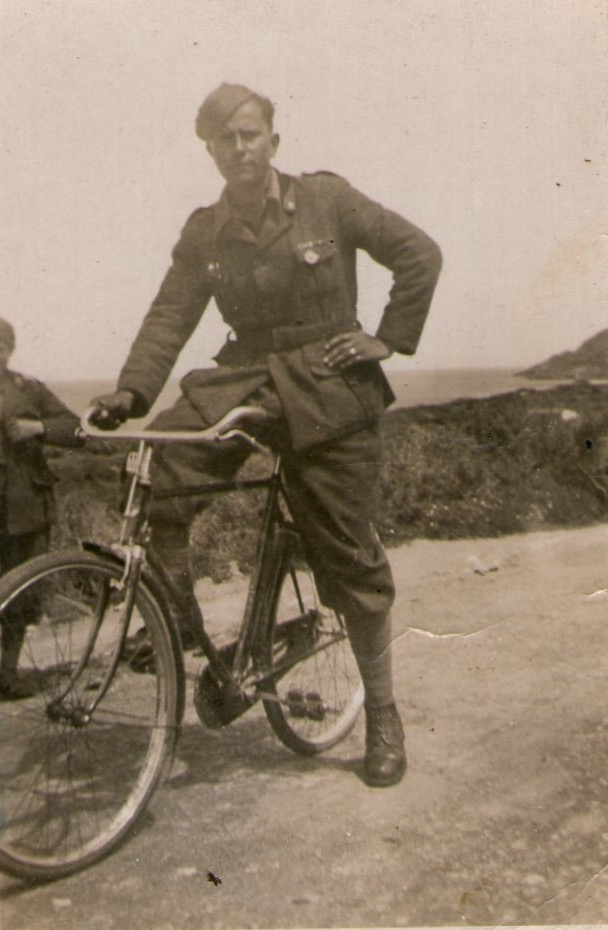
Cesare Tassetto nel XX secolo

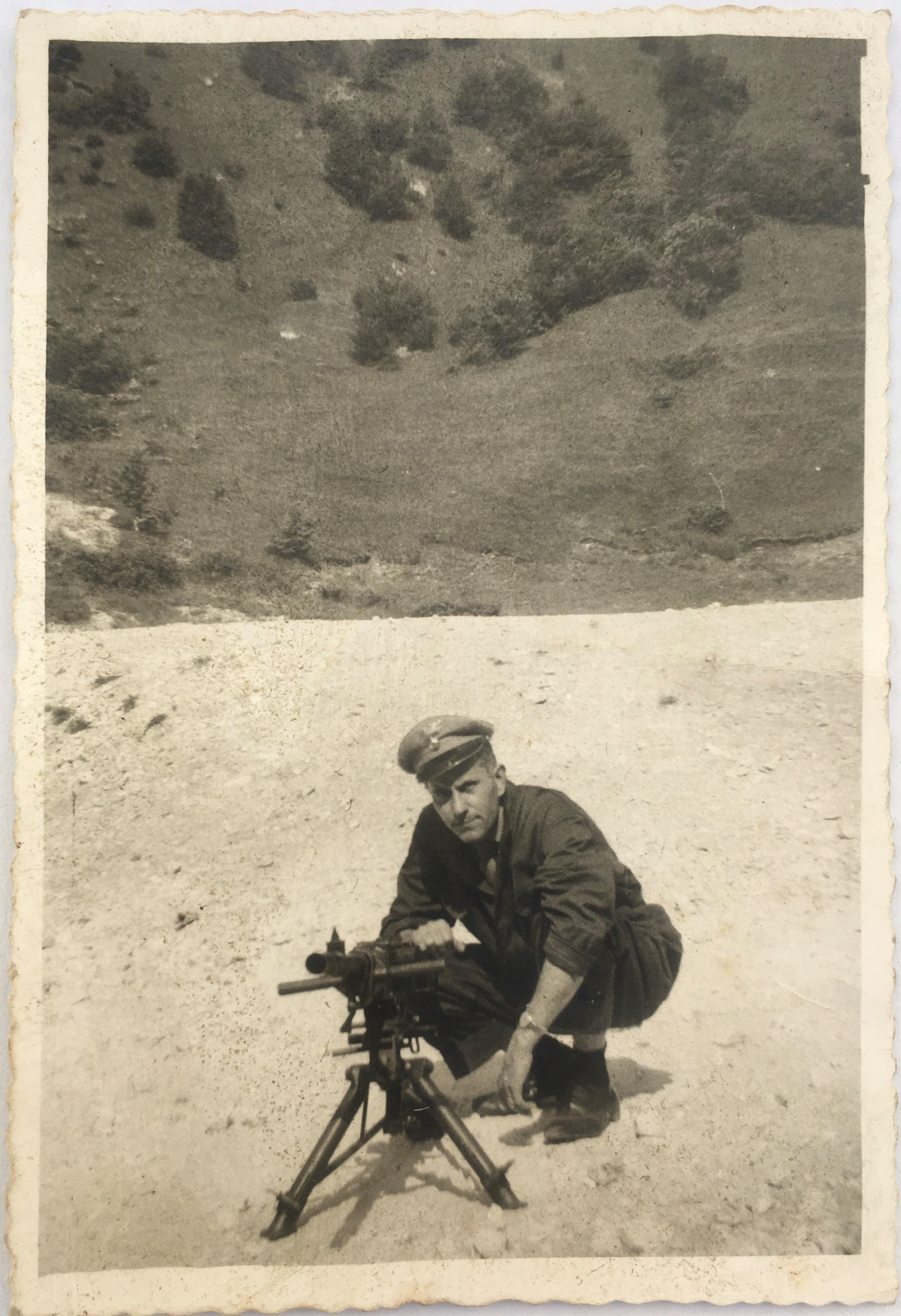
Bassano del Grappa 1970

All’alba del 9 settembre 1943 in seguito all'armistizio con gli angloamericani, alla Stazione di Monterotondo (Roma), seguirono violenti combattimenti, tra il 1º Battaglione del 2° Reggimento Re e un distaccamento della 35ª Sezione Mista Carabinieri contro un battaglione di 800 paracadutisti tedeschi provenienti da Foggia al comando del Maggiore Walter Gericke, durante i quali rimase gravemente ferito.
All'indomani, dopo essere stato ricoverato all'ospedale militare di Roma e mandato in licenza straordinaria per motivi di salute, si sottrasse alla cattura in territorio metropolitano occupato e alla deportazione, per ricongiungersi a un comando italiano.
È stato decorato di Croce al merito di guerra ed autorizzato a fregiarsi del Distintivo d'onore "per le ferite riportate il 9 settembre 1943  allo scalo Ferroviario di Monterotondo (Roma) in seguito al combattimento contro Forze Armate Tedesche".
Ha avuto due figli, tra cui lo sportivo Paolo Tassetto.
Si è congedato dall'Arma dei Carabinieri col grado di appuntato e nel 2006 l'Associazione nazionale carabinieri (ANC) gli ha conferito un "Attestato di Fedeltà", dandogli titolo di fregiarsi della Medaglia d'oro di ricordo. Per diversi anni fece parte dell'Associazione nazionale fra mutilati ed invalidi di guerra (ANMIG). È morto, all'età di 96 anni, il 21 novembre 2016. Nel 2017 gli è stata conferita la "Medaglia della Liberazione" alla memoria.

## Riconoscimenti

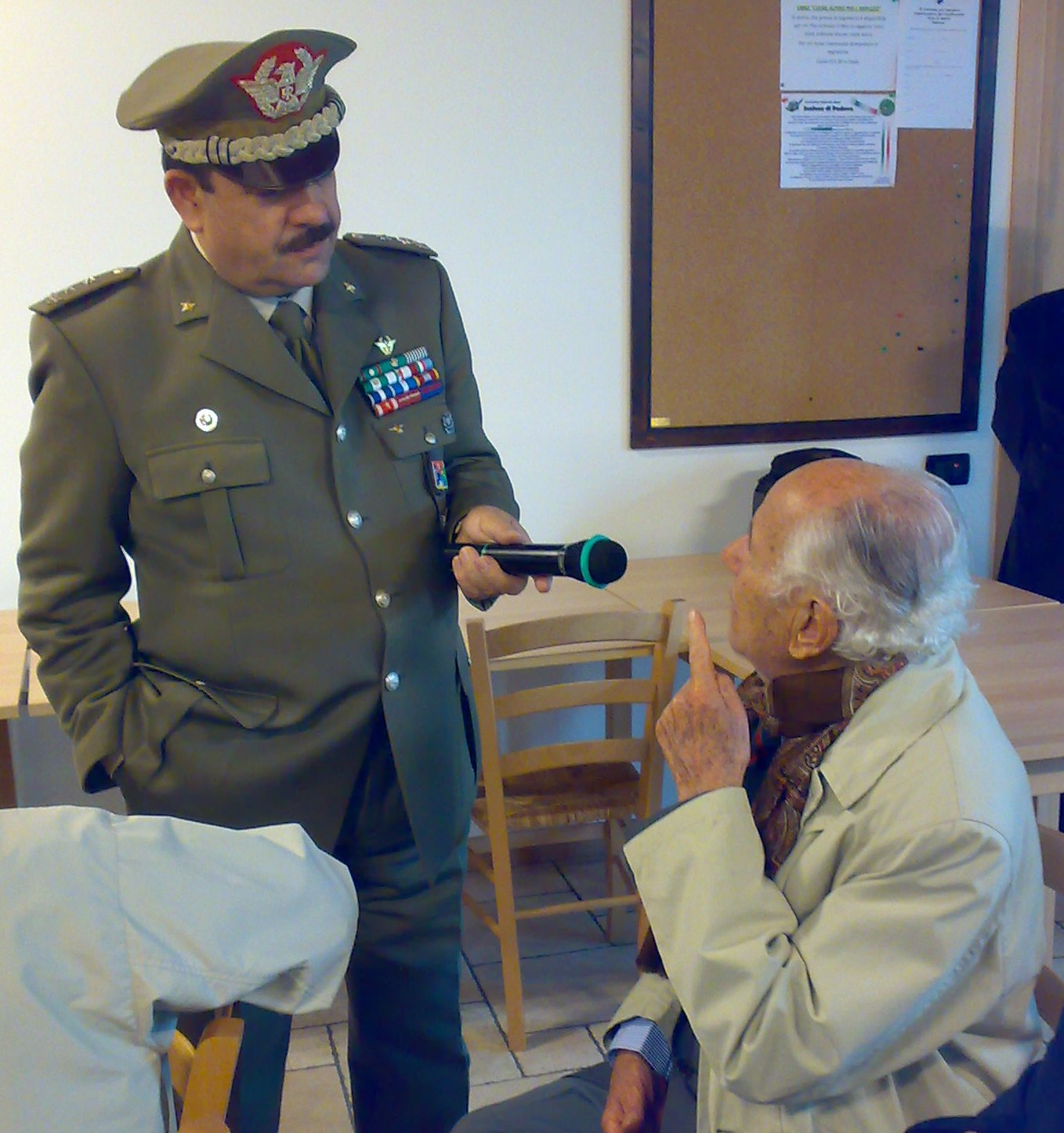
Cesare Tassetto con il Gen. Enrico Pino, durante l'ultima intervista

- 16 novembre 1960 - Encomio solenne. "Durante violento nubifragio notturno che aveva messo in pericolo la vita degli abitanti e provocato ingenti danni alle opere pubbliche ed alle proprietà private, si prodigò, infaticabilmente nell'opera di soccorso, affrontando e superando con elevato spirito di sacrificio, difficoltà e disagi. riscosse plauso dalle autorità e attestazioni di riconoscenza dalla popolazione." Crotone (CZ) 25-26 novembre 1959
- autunno 1966 - Attestato di Benemerenza N° 442 del Ministero della difesa (Alluvioni e mareggiate)
- 26 ottobre 2012 - In occasione del 4º incontro con i Reduci, riceve un Attestato di ringraziamento dal Comando Militare Esercito "Veneto", "per il servizio reso alla Patria nel corso del secondo Conflitto Mondiale"
- 25 ottobre 2015 - "Medaglia della Liberazione" con relativo Attestato nominativo, conferita con decreto del Ministero della difesa "in occasione della ricorrenza del 70º anniversario della lotta di liberazione"[3][12][13]